# Amédée Cortier
Amédée (ook Amadeus) Renatus Alphonsus Cortier (Gent, 4 oktober 1921 – aldaar, 11 februari 1976) was een Belgisch schilder en graficus.
In de jaren 40 werkte Cortier in de expressionistische stijl, in de jaren 50 kubistisch en in de jaren 60 abstract. Hij is een vertegenwoordiger van de neoconstructieve kunst in België. Hij beschouwt de kleur op zichzelf als kunstwerk.
Met het uitgepuurde werk vanaf de tweede helft van de jaren 60 loopt hij voor op de - latere - internationale tendensen waarin de kleur centraal staat. Algemeen wordt zijn werk van die periode beschouwd als fundamentele kunst (“Geplante” of “Analytische Malerei” in Duitsland, “Nouvelle Peinture” in Frankrijk en “Nuova Pittura” in Italië); eigen aan deze beweging is het volledig opnieuw onderzoeken van de grondbeginselen van de schilderkunst (zoals - in het geval van Cortier - de kleur). In zijn laatste periode schiet zijn werk voorbij de abstracte kunst, door uitsluitend de kleur op zichzelf - zonder dat de vorm nog enig belang heeft - te laten uitstralen in de levensruimte van de beschouwer.

## Biografie

### Gezin
Amédée Cortier ziet het levenslicht op 4 oktober 1921, als de zoon van Henri Cortier, een stadswerkman, en Marie Mathilde De Vogelaere.. Hij heeft steeds in Gent gewoond. Hij trouwt op 25 oktober 1947 met Yvonne Laloyaux (Thuilles, 25 oktober 1921 - Doornik, 27 maart 2019)  en verhuist in 1947 met zijn kersverse bruid van de Kastanjestraat 53 naar Coupure 275; vanaf 1966 woont hij aan Nieuwe Wandeling 16. Het huwelijk op bleef kinderloos.

### Beroep
Hij volgde de opleiding Tekenkunst aan de Koninklijke Academie voor Schone Kunsten (K.A.S.K.) te Gent, van 1936 tot 1942.
Om den brode was hij huisschilder. Hierdoor heeft hij voortdurend te maken met een vlak, een kleur en een volume in een architectonische ruimte. Jan Hoet legt uit dat Cortier als huisschilder een ambachtelijke eerbied heeft voor het muurvlak in de ruimte errond.
Dit heeft Cortiers artistiek werk ongetwijfeld beïnvloed, o.a. betreffende zijn doel om het schilderij te beperken tot een pure aanwezigheid van kleur in de reële levensruimte, of - zoals Cortier het zegt - "in het huis waarin we wonen". "De muren moeten zelf schilderijen worden", stelt Cortier reeds in 1967. Zo kan men hem beschouwen als een environmentkunstenaar, die het werk in de volledige ruimte errond plaatst.
Andere verbanden met zijn beroep van huisschilder: zijn aandacht voor de onderlinge weerslag van de effen kleurvlakken (beschilderde wanden) op elkaar, en zijn geperfectioneerd en perfectionistisch vakmanschap als schilder; de losse emotionele toets van het penseel blijft afwezig door met ingetoomd-gevoelig handwerk uitdrukking te geven aan hart én hoofd.
Cortier wordt door zijn vrienden beschreven als de stille, in zichzelf besloten, harde werker, of als een man van beschouwelijke, meditatieve aard die niettemin een essentiële waarde aan het gevoel toekent (zoals veruitwendigd in zijn diep-persoonlijk kleurgebruik), die bescheidenheid maar ook zijn vakmanschap en zijn integriteit als schilder hoog in het vaandel voert, en die in erg moeilijke omstandigheden en in relatief isolement een indrukwekkend oeuvre wist te realiseren.

## De evolutie in zijn werk

### De figuratieve periode
Het artistieke talent van Cortier viel reeds op toen hij nog student was aan het K.A.S.K. Zo mag hij op 17 jaar al deelnemen aan de tentoonstelling "Verschillende jonge kunstenaars" in zaal Ars in Gent. Zijn werk is dan nog puur figuratief, volgens hemzelf schilderijen die eerder kopieën waren naar werk van Gustave De Smet en Léon Spilliaert.
In de jaren 40 maakt hij sombere stillevens, landschappen, zeezichten en stadsgezichten in de expressionistische traditie, vooral onder invloed van Permeke.

### Abstrahering
Het werk van Cortier maakt een steeds verder uitpurende ontwikkeling mee, van postexpressionisme tot eenkleurige reliëfpanelen.
In de jaren 1950 maakt Cortier  vrouwenportretten en stillevens volgens de kubistische stijl. Hierbij worden de verdeling van het schilderij in kleurvlakken, de achtergrond, de ordening van de elementen in het vlak zonder ruimtelijke illusies en de abstrahering steeds belangrijker. Zo wordt het stilleven waarop een tafel met hierop allerlei voorwerpen tegen een zware achtergrond te zien is  langzaamaan herleid tot abstracte, meestal geometrische, geordende figuren. Daarna worden de kleurvlakken steeds belangrijker. Vanaf 1960 worden de figuratieve elementen volledig achterwege gelaten en blijven de abstracte kleurvlakken over.
Zo evolueert het werk tot twee- en drieluiken waarbij één of een paar kleuren naast elkaar worden geplaatst, tot monochrome schilderijen, en tot panelen waarop de grenzen van de kleurvlakken benadrukt worden door een reliëf in het paneel.
Uiteindelijk is de kleur het schilderij! De kleur is bovendien een driedimensionaal voorwerp in de ruimte, vooral  bij de reliëfpanelen; deze worden daarom ook over de volledige achterzijde beschilderd - hoewel het afschuren en het leggen van 8 lagen lakverf echt veel tijd en energie vergt. Cortier komt in zijn laatste werken tot een kunst die voorbij de abstractie gaat, door de kleur te plaatsen als het enige actieve element dat leven en ziel aan de ruimte geeft. Dit ontwikkelingsproces is gevoed door heel wat meditatie en door een overwogen streven naar een geestelijke werkelijkheid die uitvloeit in de ruimte.

### Eerste abstracte periode
Merkwaardig genoeg verloopt deze rechtlijnige en logische evolutie met een korte zijweg: van 1949 tot 1952 experimenteerde Cortier in zijn eerste abstracte periode met geometrisch-abstracte composities, doorgaans slordig geschilderd.

### Tweede abstracte periode
In 1957 leert Cortier via de Gentse kunstenaarsgroep "Het Antenneke" de theorie van André Lhote betreffende de gulden snede (sectio aurea of sectio divina) kennen. Hierbij verhoudt het kleinste deel van een lijnstuk zich tot het grootste deel zoals dit grootste deel zich verhoudt tot het geheel; dit komt neer op de verhouding 1 : 1,618 (= 0,61). Dit past Cortier toe na gevoelsmatige bijsturing. De gulden snede zou volgens sommigen, zoals volgens James Mark McGinnis Barr, een intrinsieke schoonheid bezitten zodat die verhouding vaak zou voorkomen in klassieke architectuur en schilderkunst. De toepassing van de gulden snede in Cortiers werk is uitgebreid onderzocht door Saskia Bos; deze bevestigt dat Cortier met de toepassing van deze regel los omgaat, steeds gecorrigeerd door zijn gevoel. Cortier wil immers in de eerste plaats een harmonische, subtiele, vergeestelijkte spanning opwekken tussen de kleurvlakken en kleurvormen.
Eveneens in 1957 leert Cortier binnen "'t Antenneke" Gustaaf Prils kennen, met wie hij eindeloze discussies voert over kunst; dit brengt hem steeds meer tot de abstracte kunst.  Het eerste werk dat hij in zijn tweede abstracte periode creëert, “Deuil pour un oiseau mort” (in het bezit van het K.M.S.K.A.), houdt reeds vele eigenschappen in van zijn later werk: een ingenieuze toepassing van de gulden snede en het tegenover elkaar plaatsen van twee tinten van groen, in vlakken.
Midden de jaren 60 ontstaat abstracte kunst waarin kleur, lijn en vorm patronen voortbrengen die bij de toeschouwer een illusie van optische beweging opwekken. Geel, rood en oranje worden in een contrasterende werking naast elkaar geplaatst waardoor subtiele vibraties ontstaan. Het optisch effect is subtiel, zoals het licht zinderen van enkele lijnen op het netvlies. Het Paleis voor Schone Kunsten te Brussel organiseerde in 1965 een tentoonstelling van optische en kinetische kunstwerken, waaronder werk van Amédée Cortier.
Vanaf 1964 gebruikt hij meestal slechts twee kleuren of één kleur in twee tinten, wat gedeeltelijk aansluit op de zero-kunst of de minimal art; maar in deze kunststroming komen vaak puur witte werken voor, terwijl Cortier daarentegen de weg van de kleur en de uitpuring hiervan bewandelt. Veel van deze werken zijn bijna-symmetrisch opgebouwd. Zijn constructies zijn dan gebaseerd op een harmonieuze vlakverdeling, die toch in verband staat met "de eenheid van de natuur".
Een cirkelvorm komt vaak voor in de periode 1963-1968, maar helemaal niet meer vanaf het midden van het jaar 1970. Vanaf 1965 tot eind 1969 wordt de compositie op een kleurveld geplaatst dat het volledige doek bestrijkt, waarbij een - zwarte - geschilderde kader rond de compositie ontstaat; het doel van deze omkadering is de kleuren te accentueren.
Maar dit is maar een overgangsfase. "Ik zou iets willen maken dat als het leven zelf is en aldus ook kunst zou worden. Ik geloof niet meer in het schilderij in de lijst aan de muur: de muren moeten zelf schilderijen worden. De schilderijen mogen niet op het leven geplakt worden, ze moeten worden opgenomen in het leven zoals het huis waarin we wonen". Deze woorden spreekt Cortier uit naar aanleiding van zijn expositie in de bekende Gentse Galerij Foncke. Later verduidelijkt hij: "Ik geef mijn werk een structuur die dezelfde is als de levensstructuur". Het is dus de bedoeling dat   het werk wordt opgenomen in het leven en leefbaar is voor de mens, dat de levenswaarde van de omgeving wordt verhoogd door actief een sfeer in de omgeving waarin we leven te scheppen. Dit betekent dat de kleur zuiverder wordt, dat de vorm ondergeschikt aan de kleur wordt, en dat uiteindelijk de kleur een eigen bestaan verkrijgt.

### De kleur als het kunstwerk
Omstreeks 1967 wordt hij geconfronteerd met het besef dat hij aangetast is door een fatale slepende ziekte (ongetwijfeld kanker). Vanaf dan staat uitsluitend de kleur centraal, met als doel een aangenaam gevoel en meditatie op te wekken.
Reeds in zijn brief van 1 oktober 1966 aan Yves De Smet laat Cortier weten dat zijn citaat voor de georganiseerde tentoonstelling is: "Kleur is een manifestatie van het licht in de materie - Kleur is licht - Schilderen is werken met licht, kleur en ruimte". Kleur staat dus (meer dan) centraal.
In 1968 bedenkt Cortier: "Kleur en vorm in het schilderij moeten tot een volmaakte eenheid versmelten. Ik wil de kleur zo rein en zo intens mogelijk maken (...). Ik poog dus de verf zo immaterieel mogelijk te maken dat de kleur volledig op haar zelf komt te staan, dat ze a.h.w. een autonoom geestelijk object wordt".. Cortier spreekt zelf van een “menselijk coloriet”, dat in zijn zienswijze zijn “taal van de ziel” is.
Cortier gebruikt eerst tonale kleuren, zoals rood dat naar bruin neigt of blauw dat zwart benadert - met prachtige resultaten. Hij evolueert naar zuivere kleuren, om meer intensiteit en spankracht te geven aan de autonomie van de kleur zelf.
Cortier komt dus tot een dergelijke uitpuring in de (schilder)kunst dat de door hem gemaakte verfkleur volstaat om de diepste gevoelens tot uitdrukking te laten komen. Walter Derave verduidelijkt dat de menselijke klank van de kleur van Cortier intens geluk met een zekere melancholie inhoudt.
In zijn laatste jaren maakt Cortier steeds vaker (deels of volledig) donkergrijze/zwarte werken, die refereren aan de dood maar die niettemin eerder rustgevend en sterkmakend werken.

### Plus-groep
Yves De Smet (Gent, 1946 - 2004) richt in 1966 samen met Jan van den Abbeel en Willy Plompen Plus-Groep op, waarvan de leden in de media “Gentse konstruktivisten” worden genoemd; het kijken naar een schilderij aan de muur is verleden tijd, het uiteindelijke doel bestaat in een totale en voortdurende multi-sensorische ervaring. De benaming “Gentse konstruktivisten” is ongelukkig omdat deze Gentse artiesten - in strijd met de oorspronkelijke constructivisten - bij hun voorafgaandelijk ontwerpen van het kunstwerk elk gevoelen en elke symbolische of vertellende inhoud weren. Ze ontwikkelen dus, op internationaal en kunsthistorisch vlak, een nieuwe beeldende taal. Van deze groep wordt Cortier lid en tevens mentor begin 1968. Nadat Plus-Groep in 1968 uit elkaar is gevallen, richt Yves De Smet in 1969 Plus-Kern op, zijnde een “Centrum voor constructieve vormgeving”. Daar houdt Cortier eind 1969 een solotentoonstelling, waarop reliëfpanelen en de essentieel belangrijke maquette “Kleuromgeving” worden getoond.

### Originele kunstwerken
Tijdens zijn laatste acht levensjaren maakt Cortier uiteenlopende “originele” werken. In 1968 creëert hij zijn eerste monochroom gelakt reliëfpaneel (nl. een rood reliëf in ruitvorm, onderverdeeld in vier gelijke ruiten). In 1970 en 1971 maakt hij een reeks tekeningen met daarop uitsluitend één tot vier zwarte horizontale en/of verticale lijnen. In 1971 creëert hij twee zogenaamde drieluiken, maar waarbij tussen het eerste deel en het bredere tweede deel een opening moet worden gelaten zodat de achtergrond in het werk wordt opgenomen. Vanaf 1973 maakt hij twee- en drieluiken, die slechts twee verschillende kleuren – of zelfs maar eenzelfde kleur – tegenover elkaar plaatsen. Eveneens vanaf 1973 experimenteert hij met heel subtiele oneffenheden in het monochrome vlak : een geometrisch deel van het werk zit iets hoger of iets lager dan de rest van het werk (reliëf), of een weinig – soms uiterst weinig – zichtbare insnijding of vouw wordt in het monochrome werk aangebracht. Zijn laatste werken, van eind 1975, zijn monochrome reliëfpanelen. Telkens manieren om de zuivere kleur zoveel mogelijk haar impact op de beschouwer te bieden.

### Formaat
De formaten van de werken zijn doorgaans hanteerbaar. Enkel in 1970 realiseert hij twee reuzegrote werken: Wand I bestaat uit 10 modules van 195 cm hoogte bij 130 cm breedte (in het bezit van Stedelijk Museum voor Actuele Kunst te Gent) en Wand II is in totaal 2,12 bij 10 m (in het bezit van het Bonnefantenmuseum te Maastricht); zo kan de pure aanwezigheid van kleur het best worden ervaren, en zo ontstaat een echte confrontatie tussen de wanden, de architectonische omgeving en de toeschouwer.

### Van olie- naar acrylverf naar gelakte reliëfpanelen
In het begin gebruikt Cortier olieverf; maar om de lichtintensiteit te verhogen begint hij vanaf eind 1966 acrylverf te gebruiken, en dit uitsluitend nog vanaf 1971.
Vanaf 1968 maakt hij steeds vaker een- of tweekleurige reliëfpanelen die met de hand gelakt worden. De Japanse laktechniek en het reliëf wekken reflectie op zodat het licht, dus ook de kleur, in de materie naar buiten wordt gestraald, zodat de beschouwer naar zijn schimmige essentie kijkt en zodat de omgevende ruimte actief wordt gewijzigd; het verzadigd kleurgebruik zet aan tot meditatie. De verf of lak wordt gelijkmatig, in effen vlakken, aangebracht. Het einddoel is immers om de kijker een zo rood mogelijk rood, een zo geel mogelijk geel, en zo verder, te laten ervaren.

### Bedenkingen van Cortier over zijn werk
De weinige keren dat hij zijn werk bespreekt stelt hij vooral de kleur centraal: “In mijn werk wil ik een evenwicht tussen gekleurde oppervlakken uitdrukken, zodat de toeschouwer een gevoel van welbehagen bekruipt"; "Ik wil de kleur zo rein en zo intens maken dat de toeschouwer als het ware genoeg heeft aan de kleur alleen."; “Ik tracht de kleur aanwezig te stellen voor haar eigen schoonheid”; "Kleur is licht. Schilderen is werken met licht, kleur en ruimte"; "Mijn bloed is kleur geworden. Ik schilder uit noodzaak om mezelf te vinden, om de mensen te vinden” ; “De vorm krijgt zijn vorm door de kleur. Schilderkunst is muziek van de stilte”.
De kleuren zijn intens en verzadigd, maar niet fel; ze zijn vol, emotioneel en vergeestelijkt; ze zijn gedragen, diep en warm.
Soms mijmert Cortier ook over zijn bereikte inzichten (vaak a.h.w. als een buitenstaander): “Bijna niets om naar te kijken en juist dat bekijk ik”; "Ik luister naar de stilte en kijk vaak in de leegte"; "Voor ieder volmaakt werk is men verrast door vreugde"; "De kunst komt van de kunst niet van de natuur. De kunst kan de natuur verheffen, maar de natuur kan de kunst niet verheffen"; "Ik maak mijn werk en mijn werk maakt mij".

### Enkele bedenkingen van kunstcritici
Maurits Bilcke en Jan D'Haese benadrukken het uitzonderlijk rustig, overwogen evenwicht, de harmonie, de heldere uitdrukkingsvorm en de duidelijke visie van Cortiers werken. Het werk brengt een metafysische rust. Walter Derave wijst erop dat Cortier zich een heel eigen doel stelt, namelijk: zijn schilderij, zijnde in het bijzonder de kleur, integreren in het leven (van de toeschouwer/eigenaar);  hij streeft naar een "menselijke" relatie tussen object/kleur en de ruimte errond. Volgens Paul Vries streeft Cortier naar een verzadigde kleur die in harmonie met de omringende ruimte wordt gebracht en die in zichzelf een ruimtelijke werking oplevert. Roland Jooris beklemtoont in dezelfde zin dat Cortier zijn kunstwerk wenst te integreren in ons dagelijks leefmilieu of ons leefmilieu wil activeren, zodat hij zoveel mogelijk voorbij het schilderij als autonoom object wil geraken. Jan Hoet benadrukt dat Cortier in zijn laatste jaren "eenvoud weet op te drijven tot absolute stilte" en dat de schilderijen zich gedragen als "levende wanden" die "één en al rust uitademen".

### Geplande richting
Cortier heeft noch de tijd noch de middelen gekregen om zijn uiteindelijk ideaal te verwezenlijken, namelijk: het aanwezig stellen van de kleur (en de hiermee gepaard gaande uitwerking) op zichzelf, in de ruimte van een gebouw.

## Raakvlakken met andere kunstenaars
Bepaald beginwerk van Cortier gelijkt op de werken van Georges Rouault. Zoals voorzegd was ook de invloed van de Latemse School, zoals van Constant Permeke, en ook van Léon Spilliaert sterk.
Cortier kwam erg onder.de indruk van de Franse abstracte werken die tentoongesteld werden in de Cercle Artistique in Gent, in 1950. Vooral de abstracte werken "Les Fenêtres" van Robert Delaunay, gecreëerd in 1912 en 1913, maar ook werken van Chagall en Permeke, maakten een diepe indruk.
Cortier had een grote bewondering voor de wijze waarop Rothko omgaat met de grens tussen kleur en vorm en met het emotioneel gebruik van kleur. Peter Struycken brengt in 1976 Cortier samen met Ellsworth Kelly rond het thema kleur. Maar hoewel gelijkenissen bestaan met de Amerikaanse hard edge en Colorfield Painting, vooral met Ellsworth Kelly, kende Cortier dit soort werk toen niet ; dit veranderde pas toen hij in 1970 een reis naar de Verenigde Staten maakte. Er zijn ook gelijkenissen met het werk van Barnett Newman. Beiden gebruiken bv. lijnen die zichzelf doen vergeten en die dus de eenheid van het vlak niet verstoren. Zoals bij zijn Amerikaanse tijd- en visiegenoten Mark Rothko, Barnett Newman en Ad Reinhardt, brengen ook de  werken van Cortier eenzelfde spirituele gewaarwording met zich. Het belangrijkste verschil met Cortier bestaat er trouwens in dat deze is gekomen tot het uitsluitend stellen van de kleur, terwijl bij de hard edge en de colorfield painting ook de vorm belangrijk blijft. Cortier beschouwt Kelly, Newman en Stella overigens als "mensen die werken" en niet als "mensen die schilderen".
Cortier waardeerde sterk het abstracte werk van Piet Mondriaan, wegens de kracht van de abstracte compositie, de waarde van het vlak, de egale kleur op een vlak gehouden drager, en de mogelijkheid om met kleur de ruimte te organiseren, en vooral wegens de vaststelling dat het neo-plasticisme, beter dan de lyrische abstractie, door een bijna mathematische  uitbeeldingsmethode "boven-menselijk" en universeel kan zijn. Het werk van Mondriaan en dit van Cortier maken trouwens een zeer gelijkaardige evolutie mee, van figuratie naar steeds meer uitgepuurde abstractie. Cortier erkende toen reeds het belang van Victor Servranckx, die in zijn abstract-geometrisch werk van de jaren 20 overlappingen van geometrische vormen en kleuruitsnijdingen gebruikte.
Men merkt ook een sterke verwantschap met werk van latere kunstenaars, zoals van Mimmo Paladino (geboren op 18/12/48) en Günther Förg (5 December 1952 – 5 December 2013).
Ten slotte moet worden gewezen op het grote belang van zijn contacten, vanaf 1964, met Yves De Smet, een jonge Gentse kunstenaar die zich sterk heeft ingezet om het werk van Cortier bekend te maken (zie hoger). Yves De Smet ziet heel wat overeenkomsten met zijn eigen werk.

## Verzamelingen
Werken van Cortier vindt men in alle belangrijke Belgische musea, zoals dit te Brussel, te Gent (Stedelijk Museum voor Actuele Kunst), te Antwerpen (Koninklijk Museum voor Schone Kunsten), te Oostende (Muzee, waar een echt topwerk hangt), te Leuven (M), e.a. Vooral in het Groeningemuseum te Brugge kan men Cortiers werken bewonderen. Ook meerdere Nederlandse musea, zoals het Bonnefantenmuseum te Maastricht en het Van Abbemuseum te Eindhoven, bezitten werk van Amédée Cortier. Het werk is tevens opgenomen in de kunstcollectie van Cera, thans KBC, en in het Nederlandse Kasteel Wijlre.